# Chauncey Bangs
Chauncey Bangs, född 28 februari 1901 i Ottawa och död 27 januari 1942 i Ottawa, var en kanadensisk idrottare som var aktiv inom konståkning under 1920-talet och 1930-talet. Han medverkade vid det olympiska spelet i Lake Placid 1932 och kom på sjätte plats. Han tävlade i par med Frances Claudet.